# 大畑山 (群馬県)

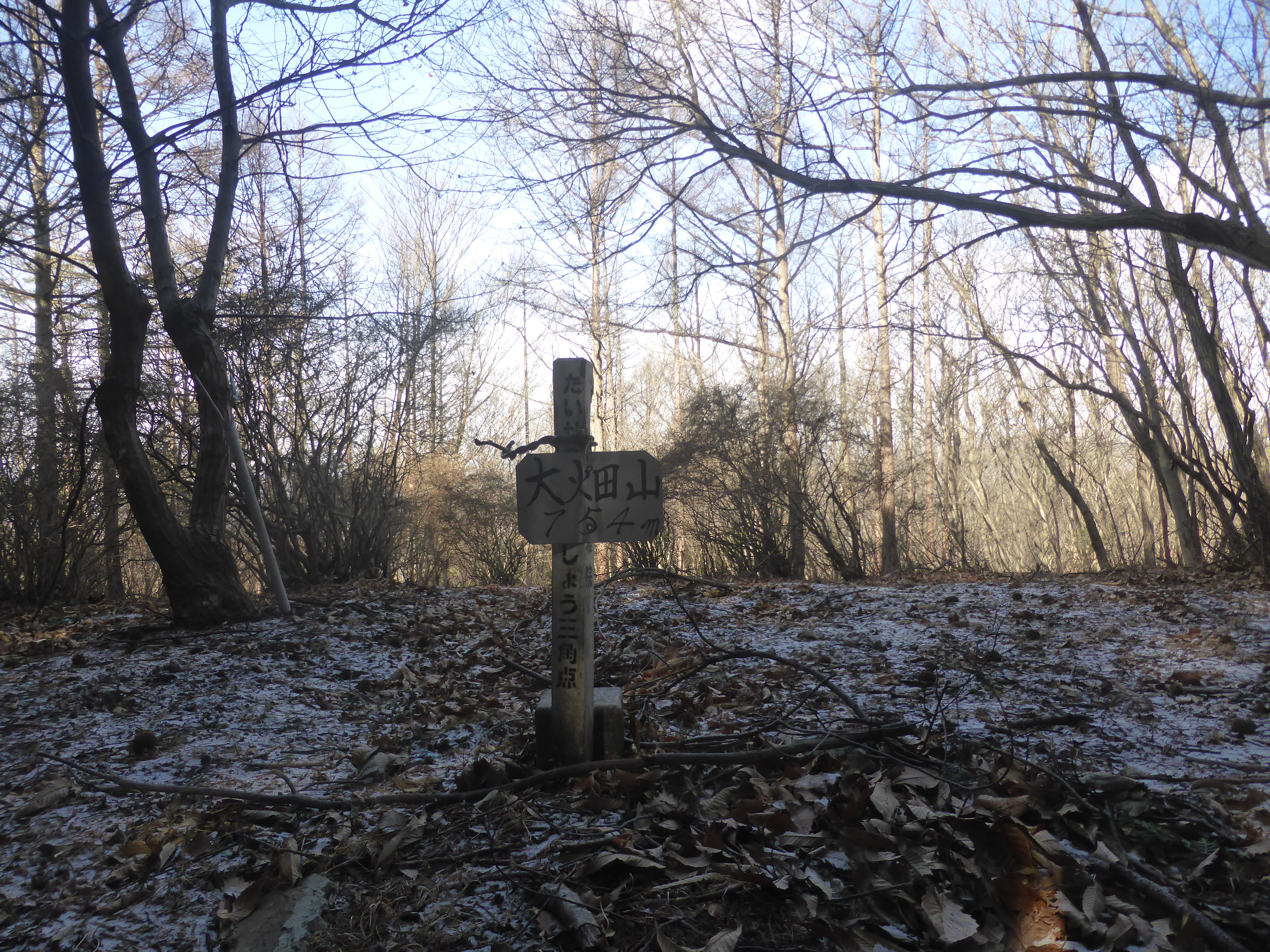

大畑山（おおはたやま）は、群馬県みどり市にある山。

## 概要
標高は753.9m。渡良瀬川の左岸に位置する。国道122号とわたらせ渓谷鐵道が渡良瀬川に沿って通り、中野駅・花輪駅などから登山道が通じている。山頂にはテレビアンテナが建っている。山頂から約800m西は桐生市との境界である。

## 周辺の山
- 荒神山